# 黑森的克莉絲汀
黑森的克莉絲汀（德語：Christine von Hessen，1543年6月29日—1604年5月13日），霍爾斯坦-戈托普公爵夫人，黑森伯爵腓力一世的女兒。

## 家庭
1564年，克莉絲汀與霍爾斯坦-戈托普公爵阿道夫結婚，兩人共有4子5女：
- 腓特烈（英语：Frederick II, Duke of Holstein-Gottorp）（1568年—1587年），早逝
- 索菲亞（1569年—1634年）
- 菲利普（英语：Philip, Duke of Holstein-Gottorp）（1570年—1590年）
- 克莉絲汀（1573年—1625年）
- 伊莉莎白（1574年—1587年），早逝
- 約翰·阿道夫（1575年—1616年）
- 安娜（英语：Anna of Holstein-Gottorp）（1575年—1610年）
- 阿格尼絲（1578年—1627年）
- 約翰·腓特烈（英语：John Frederick of Holstein-Gottorp）（1579年—1634年）